# Origins (álbum de Imagine Dragons)
«Origins» (en español: «Orígenes») es el cuarto album de estudio de la banda estadounidense de pop rock Imagine Dragons, lanzado el 9 de noviembre de 2018 por medio de KIDinaKORNER e Interscope Records. En palabras del vocalista de la agrupación, Dan Reynolds, «Origins» es descrito como un “álbum hermano” de su trabajo previo, «Evolve», y que completaría un ciclo musical. Fue producido por Alex Da Kid y precedido por cuatro sencillos: «Natural», «Zero», «Machine» y «Bad Liar».

## Antedecentes
La portada de «Origins», junto con varias piezas de mercancía que giran en torno al álbum, se filtraron en línea el 2 de octubre de 2018. Al día siguiente, Imagine Dragons anunció oficialmente el estreno de álbum al público con un tráiler, en el cual la banda habló sobre por qué lanzaron un nuevo álbum tan pronto tras el estreno de «Evolve» y en la etapa final del «Evolve World Tour», cuyo fin sería en noviembre de 2018. El vocalista Dan Reynolds, explicó que, aunque las bandas suelen tomarse un descanso por un tiempo después de la gira, la banda ya había escrito canciones que se sentían bien para producirlas y lanzarlas de inmediato, ya que estarían en un lugar completamente diferente en el futuro. El final del «Evolve World Tour» concluyó inmediatamente el ciclo de «Evolve» y comenzó el ciclo del álbum «Origins».

## Promoción
El grupo anunció el título del álbum el 3 de octubre de 2018, a través de las redes sociales y fue puesto en preventa ese mismo día. El 20 de octubre de 2018, la banda reveló la lista de canciones para la versión estándar del álbum en Twitter. Al día siguiente, revelaron la lista de canciones para la edición de lujo del álbum.

### Formatos musicales
Al igual que su predecesor, «Origins» fue promocionado diferentes formatos, mientras que las versiones en digital del álbum tuvo una distribución mundial. Sin embargo, al igual que ocurrió con su predecesor, «Evolve», la versión estándar de «Origins» de 12 canciones solamente fue distribuida dentro de los Estados Unidos. Sin embargo, la versión «Deluxe» que contó con 15 canciones, fue lanzada igualmente en esa región y fue exclusiva de la cadena Target.
Una segunda versión de lujo de álbum, titulada «International Deluxe», tuvo una distribución en el resto del mundo, e incluyó la colaboración del DJ noruego Kygo y la agrupación, «Born To Be Your», como la decimosexta y última canción del álbum.

### Sencillos
El 17 de julio de 2018, «Natural» se lanzó como el primer sencillo. Para promocionar su estreno, fue elegido por ESPN como el himno de la temporada 2018 de Fútbol Universitario. Desde entonces, la canción alcanzó el puesto número 13 en el Billboard Hot 100. Su video musical protagonizado por la banda fue lanzado el 24 de agosto de 2018.
El 19 de septiembre de 2018, «Zero» fue lanzado como el segundo sencillo. La canción fue escrita para la película animada de Disney: Ralph Breaks the Internet y se incluyó en su segundo tráiler oficial. El video musical, que tiene lugar en una computadora e incluye varias referencias a la película, se lanzó el 23 de octubre de 2018. La canción alcanzó el puesto número 10 en la lista de Billboard Hot Rock Songs.
El 31 de octubre de 2018, Imagine Dragons lanzó el tercer sencillo del álbum, «Machine».
El 6 de noviembre de 2018, «Bad Liar» fue lanzado como el cuarto sencillo. Desde entonces, la canción alcanzó el puesto número 79 en el Billboard Hot 100.

## Recepción

### Crítica
«Origins» ha recibido críticas generalmente mixtas, pero muchos afirman que es una mejora considerable de su trabajo anterior, «Evolve».
Metacritic le asignó una calificación normalizada de 100 a las reseñas de los críticos convencionales, el álbum recibió una puntuación promedio de 59, basada en 10 reseñas, lo que indica "críticas mixtas o promedio".
The Independent le dio al álbum una reseña positiva, afirmando: "«Origins» es una prueba más de las capacidades de composición pop de [Dan] Reynolds y también de su ambición a la hora de llevar los mensajes que importan a las listas de éxitos. Y no hay duda de su sinceridad. Es una cualidad refrescante en un líder pop".
Newsday también le dio al álbum una reseña positiva, explicando: "No es de extrañar que «Origins» suene como el comienzo de algo aún más grande para Imagine Dragons".
Digital Journal le dio al álbum una reseña muy positiva, diciendo: "En general, el nuevo álbum de Imagine Dragons es muy ecléctico. Hay algo en él para cada fan de la música. Dan Reynolds y la banda nunca decepcionan".
The Heights le dio al álbum una crítica positiva, afirmando: "Si bien el álbum puede sonar grandilocuente y derivado para los críticos, la ecléctica lista de canciones de Origins seguramente complacerá instantáneamente al público e impresionará en la inevitable gira por estadios".
Otra crítica positiva provino de The Daily Campus, afirmando: "Imagine Dragons ha demostrado una vez más por qué son una de las bandas de rock más populares del mundo con «Origins», que incluye una gran cantidad de contagiosos himnos de rock-pop que harán que los fanáticos canten con todo el corazón en todo el país".
Una crítica más mixta vino de AllMusic, señalando: "El grupo se esfuerza por poder encajar en todo tipo de listas de reproducción imaginables: rock, pop, electrónica, soul, cualquier sonido popular que pueda ser esculpido y moldeado por un servicio de streaming, y todo suena vagamente familiar, vagamente conectado, todo diseñado para funcionar como una banda sonora para cualquier tarea que desee".
Pitchfork también le dio al álbum una crítica mixta, diciendo: "[Dan] Reynolds tiene una historia que contar, pero la música no es el sistema de entrega ideal".
The Guardian le dio al álbum una crítica negativa, comentando: "la banda de rock más escuchada del mundo puede querer hacernos creer que son filósofos enojados, pero la realidad no cambia una fórmula mainstream de vanguardia".
The Irish Times también fue muy crítico, criticando el álbum como un "lío confuso e incoherente con todas las mejores intenciones".
NME también dio una crítica negativa: "Disperso y sin inspiración, «Origins», el cuarto álbum de los desconcertantemente populares Imagine Dragons, hace que escucharlo sea agotador".

### Comercial
«Origins» debutó en el número dos del Billboard 200 con 91,000 unidades equivalentes de álbum (incluidas 61,000 ventas puras del álbum), lo que lo convierte en el cuarto álbum en debutar dentro de los diez primeros y su tercer álbum en el número 2. Al 31 de agosto de 2021, el álbum ha sido certificado Platino en los Estados Unidos por la Recording Industry Association of America (RIAA) por ventas de 1 millón de unidades solo en el país. 

## Lista de canciones
| Origins: Edición Estándar |                                                                       |          |  |
| N.º                       | Título                                                                | Duración |  |
| 1.                        | «Natural»                                                             | 3:09     |  |
| 2.                        | «Boomerang»                                                           | 3:07     |  |
| 3.                        | «Machine»                                                             | 3:01     |  |
| 4.                        | «Cool Out»                                                            | 3:37     |  |
| 5.                        | «Bad Liar»                                                            | 4:20     |  |
| 6.                        | «West Coast»                                                          | 3:37     |  |
| 7.                        | «Zero» (From the Original Motion Picture "Ralph Breaks The Internet") | 3:31     |  |
| 8.                        | «Bullet In A Gun»                                                     | 3:24     |  |
| 9.                        | «Digital»                                                             | 3:21     |  |
| 10.                       | «Only»                                                                | 3:00     |  |
| 11.                       | «Stuck»                                                               | 3:10     |  |
| 12.                       | «Love»                                                                | 2:46     |  |
| 40:03                     |                                                                       |          |  |

### Lanzamientos Múltiples

#### CD/Digital
| Origins: Edición Deluxe (Target Bonus Tracks) |             |          |  |
| N.º                                           | Título      | Duración |  |
| 13.                                           | «Birds»     | 3:39     |  |
| 14.                                           | «Burn Out»  | 4:33     |  |
| 15.                                           | «Real Life» | 4:07     |  |
| 52:21                                         |             |          |  |

| Origins: Edición International Deluxe |                                |          |  |
| N.º                                   | Título                         | Duración |  |
| 16.                                   | «Born To Be Yours» (with Kygo) | 3:13     |  |
| 55:34                                 |                                |          |  |

#### Vinilo
Origins: Edición en Vinilo
| Disco 1: Lado A |             |          |  |
| N.º             | Título      | Duración |  |
| 1.              | «Natural»   | 3:09     |  |
| 2.              | «Boomerang» | 3:07     |  |
| 3.              | «Machine»   | 3:01     |  |
| 4.              | «Cool Out»  | 3:37     |  |
| 12:56           |             |          |  |

| Lado B |                                                                       |          |  |
| N.º    | Título                                                                | Duración |  |
| 5.     | «Bad Liar»                                                            | 4:20     |  |
| 6.     | «West Coast»                                                          | 3:37     |  |
| 7.     | «Zero» (From the Original Motion Picture "Ralph Breaks The Internet") | 3:31     |  |
| 8.     | «Bullet In A Gun»                                                     | 3:24     |  |
| 14:52  |                                                                       |          |  |

| Disco 2: Lado C |           |          |  |
| N.º             | Título    | Duración |  |
| 9.              | «Digital» | 3:21     |  |
| 10.             | «Only»    | 3:00     |  |
| 11.             | «Stuck»   | 3:10     |  |
| 12.             | «Love»    | 2:46     |  |
| 12:17           |           |          |  |

| Lado D |             |          |  |
| N.º    | Título      | Duración |  |
| 13.    | «Birds»     | 3:39     |  |
| 14.    | «Burn Out»  | 4:33     |  |
| 15.    | «Real Life» | 4:07     |  |
| 12:19  |             |          |  |

#### Casete
Origins: Edición en Casete

| Lado A |              |          |  |
| N.º    | Título       | Duración |  |
| 1.     | «Natural»    | 3:09     |  |
| 2.     | «Boomerang»  | 3:07     |  |
| 3.     | «Machine»    | 3:01     |  |
| 4.     | «Cool Out»   | 3:37     |  |
| 5.     | «Bad Liar»   | 4:20     |  |
| 6.     | «West Coast» | 3:37     |  |
| 20:51  |              |          |  |

| Lado B |                                                                       |          |  |
| N.º    | Título                                                                | Duración |  |
| 7.     | «Zero» (From the Original Motion Picture "Ralph Breaks The Internet") | 3:31     |  |
| 8.     | «Bullet In A Gun»                                                     | 3:24     |  |
| 9.     | «Digital»                                                             | 3:21     |  |
| 10.    | «Only»                                                                | 3:00     |  |
| 11.    | «Stuck»                                                               | 3:10     |  |
| 12.    | «Love»                                                                | 2:46     |  |
| 19:12  |                                                                       |          |  |

## Créditos
Adaptado del booklet de la edición «International Deluxe» de «Origins». Todas las canciones son interpretadas por Imagine Dragons.
Natural
- Escrito por Dan Reynolds, Wayne Sermon, Ben McKee, Daniel Platzman, Robin Fredriksson, Mattias Larsson, Justin Tranter.
- Publicado por Imagine Dragons Publishing (BMI) / Universal/KIDinaKORNER, Wolf Cousins/Warner Chappell Music Scandinavia (STIM), Justin’s School for Girls (BMI) WARNER-TAMERLANE PUBLISHING CORP.
- Producido por Mattman & Robin para Wolf Cousins Productions.
- Grabado en “Wolf Cousins Studios” (Estocolmo, Suecia) y “Ragged Insomnia Studio” (Las Vegas, Nevada).
- Ingeniería por Mattman & Robin.
- Mezclado por Serban Ghenea.
- Ingeniería de Mezcla por John Hanes.
- Mezclado en “MixStar Studios” (Virginia Beach, Virginia).
- Masterizado por Randy Merrill en “Sterling Sound” (Nueva York).

℗ 2018 KIDinaKORNER/Interscope Records
Boomerang
- Escrito por Dan Reynolds, Wayne Sermon, Ben McKee, Daniel Platzman, Jorgen Odegard.
- Publicado por Imagine Dragons Publishing (BMI) / Universal/KIDinaKORNER, Jorgen Odegard pub designee (BMI) y Warner-Tamerlane Publishing Corp.
- Producido por Jorgen Odegard.
- Grabado en “Ragged Insomnia Studio” (Las Vegas, Nevada).
- Mezclado por Jorgen Odegard.
- Masterizado por Randy Merrill en “Sterling Sound” (Nueva York).

℗ 2018 KIDinaKORNER/Interscope Records
Machine
- Escrito por Dan Reynolds, Wayne Sermon, Ben McKee, Daniel Platzman, Alexander Grant para KIDinaKORNER.
- Publicado por Imagine Dragons Publishing (BMI) / Universal/KIDinaKORNER, KIDinaKORNER / Universal, Inc. (BMI) o/b/o Alexander Grant.
- Producido por Alex Da Kid para KIDinaKORNER.
- Programación por Alex Da Kid para KIDinaKORNER.
- Grabado en “#TheKampus” y “Ragged Insomnia Studio” (Las Vegas, Nevada).
- Ingeniería por Alexander Grant para KIDinaKORNER y Dan Reynolds.
- Mezclado por Manny Marroquin en “Larrabee Studios” (North Hollywood, California).
- Masterizado por Randy Merrill en “Sterling Sound” (Nueva York).

℗ 2018 KIDinaKORNER/Interscope Records
Cool Out
- Escrito por Dan Reynolds, Wayne Sermon, Ben McKee, Daniel Platzman, Tim Randolph.
- Publicado por Imagine Dragons Publishing (BMI) / Universal/KIDinaKORNER, Vari Mu (BMI).
- Producido por Tim Randolph y Mattman & Robin para Wolf Cousins Productions.
- Grabado en “Wolf Cousins Studios” (Estocolmo, Suecia) y “Ragged Insomnia Studio” (Las Vegas, Nevada).
- Ingeniería por Mattman & Robin y Wayne Sermon.
- Mezclado por Serban Ghenea.
- Ingeniería de Mezcla por John Hanes.
- Mezclado en “MixStar Studios” (Virginia Beach, Virginia).
- Masterizado por Randy Merrill en “Sterling Sound” (Nueva York).

℗ 2018 KIDinaKORNER/Interscope Records
Bad Liar
- Escrito por Dan Reynolds, Wayne Sermon, Ben McKee, Daniel Platzman, Aja Volkman, Jorgen Odegard.
- Publicado por Imagine Dragons Publishing (BMI) / Universal/KIDinaKORNER, Red Inside Publishing (BMI), Jorgen Odegard pub designee (BMI) y Warner-Tamerlane Publishing Corp.
- Producido por Jorgen Odegard.
- Grabado en “Ragged Insomnia Studio” (Las Vegas, Nevada).
- Ingeniería por Wayne Sermon y Jorgen Odegard.
- Mezclado por Serban Ghenea.
- Ingeniería de Mezcla por John Hanes.
- Mezclado en “MixStar Studios” (Virginia Beach, Virginia).
- Masterizado por Randy Merrill en “Sterling Sound” (Nueva York).

℗ 2018 KIDinaKORNER/Interscope Records
West Coast
- Escrito por Dan Reynolds, Wayne Sermon, Ben McKee, Daniel Platzman.
- Publicado por Imagine Dragons Publishing (BMI) / Universal/KIDinaKORNER.
- Producido por Imagine Dragons.
- Grabado en “Ragged Insomnia Studio” (Las Vegas, Nevada).
- Mezclado por Serban Ghenea.
- Ingeniería de Mezcla por John Hanes.
- Mezclado en “MixStar Studios” (Virginia Beach, Virginia).
- Masterizado por Randy Merrill en “Sterling Sound” (Nueva York).

℗ 2018 KIDinaKORNER/Interscope Records
Zero
- Escrito por Dan Reynolds, Wayne Sermon, Ben McKee, Daniel Platzman, John Hill.
- Publicado por Wonderland Music Company, Inc.
- Producido por John Hill.
- Grabado en “Rodeo Recording” (Santa Mónica, California) y “Ragged Insomnia Studio” (Las Vegas, Nevada).
- Ingeniería por Rob Cohen.
- Mezclado por Serban Ghenea.
- Ingeniería de Mezcla por John Hanes.
- Mezclado en “MixStar Studios” (Virginia Beach, Virginia).
- Masterizado por Randy Merrill en “Sterling Sound” (Nueva York).

As featured in Walt Disney Pictures “Ralph Breaks the Internet”
℗ 2018 Walt Disney Records
Bullet In A Gun
- Escrito por Dan Reynolds, Wayne Sermon, Ben McKee, Daniel Platzman, Alexander Grant para KIDinaKORNER y Jayson DeZuzio para KIDinaKORNER.
- Publicado por Imagine Dragons Publishing (BMI) / Universal/KIDinaKORNER, KIDinaKORNER / Universal, Inc. (BMI) o/b/o Alexander Grant, y Have a Nice Jay for KIDinaKORNER/Universal, Songs of Universal, Inc. (ASCAP).
- Producido por Alex Da Kid para KIDinaKORNER y Jayson DeZuzio para KIDinaKORNER.
- Programación por Alex Da Kid para KIDinaKORNER.
- Grabado en “#TheKampus” y “Ragged Insomnia Studio” (Las Vegas, Nevada).
- Ingeniería por Alexander Grant para KIDinaKORNER y Dan Reynolds.
- Mezclado por Manny Marroquin en “Larrabee Studios” (North Hollywood, California).
- Masterizado por Randy Merrill en “Sterling Sound” (Nueva York).

℗ 2018 KIDinaKORNER/Interscope Records
Digital
- Escrito por Dan Reynolds, Wayne Sermon, Ben McKee, Daniel Platzman, Alexander Grant para KIDinaKORNER.
- Publicado por Imagine Dragons Publishing (BMI) / Universal/KIDinaKORNER, KIDinaKORNER / Universal, Inc. (BMI) o/b/o Alexander Grant.
- Producido por Alex Da Kid para KIDinaKORNER.
- Programación por Alex Da Kid para KIDinaKORNER.
- Grabado en “#TheKampus” y “Ragged Insomnia Studio” (Las Vegas, Nevada).
- Ingeniería por Alexander Grant para KIDinaKORNER y Dan Reynolds.
- Mezclado por Manny Marroquin en “Larrabee Studios” (North Hollywood, California).
- Masterizado por Randy Merrill en “Sterling Sound” (Nueva York).

℗ 2018 KIDinaKORNER/Interscope Records
Only
- Escrito por Dan Reynolds, Wayne Sermon, Ben McKee, Daniel Platzman, Robin Fredriksson, Mattias Larsson, Justin Tranter.
- Publicado por Imagine Dragons Publishing (BMI) / Universal/KIDinaKORNER, Wolf Cousins/Warner Chappell Music Scandinavia (STIM), Justin’s School for Girls (BMI) WARNER-TAMERLANE PUBLISHING CORP.
- Producido por Mattman & Robin para Wolf Cousins Productions.
- Grabado en “Wolf Cousins Studios” (Estocolmo, Suecia) y “Ragged Insomnia Studio” (Las Vegas, Nevada).
- Ingeniería por Mattman & Robin.
- Mezclado por Serban Ghenea.
- Ingeniería de Mezcla por John Hanes.
- Mezclado en “MixStar Studios” (Virginia Beach, Virginia).
- Masterizado por Randy Merrill en “Sterling Sound” (Nueva York).

℗ 2018 KIDinaKORNER/Interscope Records
Stuck
- Escrito por Dan Reynolds, Wayne Sermon, Ben McKee, Daniel Platzman, Alexander Grant para KIDinaKORNER, Jayson DeZuzio para KIDinaKORNER, Aja Volkman.
- Publicado por Imagine Dragons Publishing (BMI) / Universal/KIDinaKORNER, KIDinaKORNER / Universal, Inc. (BMI) o/b/o Alexander Grant, y Have a Nice Jay for KIDinaKORNER/Universal, Songs of Universal, Inc. (ASCAP), Red Inside Publishing (BMI).
- Producido por Alex Da Kid para KIDinaKORNER y Jayson DeZuzio para KIDinaKORNER.
- Programación por Alex Da Kid para KIDinaKORNER.
- Grabado en “#TheKampus” y “Ragged Insomnia Studio” (Las Vegas, Nevada).
- Ingeniería por Alexander Grant para KIDinaKORNER y Dan Reynolds.
- Mezclado por Manny Marroquin en “Larrabee Studios” (North Hollywood, California).
- Masterizado por Randy Merrill en “Sterling Sound” (Nueva York).

℗ 2018 KIDinaKORNER/Interscope Records
Love
- Escrito por Dan Reynolds, Wayne Sermon, Ben McKee, Daniel Platzman, Ido Zmishlany.
- Publicado por Imagine Dragons Publishing (BMI) / Universal/KIDinaKORNER, Zmishlany Music/ Music of Liberal Arts Publishing/Songs of Universal, Inc. (BMI).
- Producido por Ido Zmishlany.
- Grabado en “Ragged Insomnia Studio” (Las Vegas, Nevada).
- Ingeniería por Ido Zmishlany.
- Mezclado por Mark Needham en “Red Oak Studios”.
- Asistente de Mezcla: Tyler Spratt.
- Masterizado por Randy Merrill en “Sterling Sound” (Nueva York).

℗ 2018 KIDinaKORNER/Interscope Records
Birds
- Escrito por Dan Reynolds, Wayne Sermon, Ben McKee, Daniel Platzman, Joel Little.
- Publicado por Imagine Dragons Publishing (BMI) / Universal/KIDinaKORNER, Joel Little (APRA) - EMI Blackwood Music Inc. (BMI).
- Producido y Grabado por Joel Little en “Golden Age” (Los Ángeles, California).
- Grabación Adicional en “Ragged Insomnia Studio” (Las Vegas, Nevada).
- Mezclado por Serban Ghenea.
- Ingeniería de Mezcla por John Hanes.
- Mezclado en “MixStar Studios” (Virginia Beach, VA).
- Masterizado por Randy Merrill en “Sterling Sound” (Nueva York).

℗ 2018 KIDinaKORNER/Interscope Records
Burn Out
- Escrito por Dan Reynolds, Wayne Sermon, Ben McKee, Daniel Platzman.
- Publicado por Imagine Dragons Publishing (BMI) / Universal/KIDinaKORNER.
- Producido por Imagine Dragons.
- Grabado en “Ragged Insomnia Studio” (Las Vegas, Nevada).
- Mezclado por Serban Ghenea.
- Ingeniería de Mezcla por John Hanes.
- Mezclado en “MixStar Studios” (Virginia Beach, Virginia).
- Masterizado por Randy Merrill en “Sterling Sound” (Nueva York).

℗ 2018 KIDinaKORNER/Interscope Records
Real Life
- Escrito por Dan Reynolds, Wayne Sermon, Ben McKee, Daniel Platzman, Tim Randolph.
- Publicado por Imagine Dragons Publishing (BMI) / Universal/KIDinaKORNER, Vari Mu (BMI).
- Producido por Tim Randolph.
- Grabado en “Ragged Insomnia Studio” (Las Vegas, Nevada) y “Sargent Recorders” (Los Ángeles, California).
- Ingeniería por Tim Randolph, Sean Cook y David Tolomei .
- Mezclado por Serban Ghenea.
- Ingeniería de Mezcla por John Hanes.
- Mezclado en “MixStar Studios” (Virginia Beach, Virginia).
- Masterizado por Randy Merrill en “Sterling Sound” (Nueva York).

℗ 2018 KIDinaKORNER/Interscope Records
Born To Be Yours (with Kygo)
- Escrito por Dan Reynolds, Wayne Sermon, Ben McKee, Daniel Platzman, Kyrre Gørvell-Dahll.
- Publicado por Imagine Dragons Publishing (BMI) / Universal/KIDinaKORNER, Kygo (Sony ATV) / Songs Of Universal, Inc. Sony/ATV Songs LLC.
- Producido por Kygo.
- Mezclado por Serban Ghenea.
- Ingeniero de Mezcla: John Hanes.

℗ 2018 Kygo AS under exclusive license to Sony Music Entertainment International Ltd / Ultra Records, LLC
Imagine Dragons
- Dan Reynolds: Voz (en todas las canciones), Voces de Fondo (en «Natural», «Boomerang», «Machine», «Cool Out», «Bad Liar», «West Coast», «Zero», «Bullet In A Gun», «Digital», «Only» y «Love»), Guitarra acústica (en «West Coast») y Teclados (en Boomerang», «Machine», «Cool Out», «Bad Liar», «Digital», «Only», «Stuck» y «Love»).
- Wayne Sermon: Guitarra y Voces de Fondo (en todas las canciones), Guitarra acústica (en «West Coast») y Violín (en «Bad Liar»).
- Ben McKee: Bajo (en todas las canciones), Voces de Fondo (en «Natural», «Boomerang», «Machine», «Cool Out», «Bad Liar», «West Coast», «Zero», «Bullet In A Gun», «Digital», «Only» y «Love») y Teclados (en Boomerang», «Machine», «Cool Out», «Bad Liar», «Digital», «Only», «Stuck» y «Love»).
- Daniel Platzman: Batería, Percusión y Voces de Fondo (en todas las canciones) y Viola (en «Bad Liar»).

Producción y Diseño
- Productor Ejecutivo del Álbum: Alex Da Kid para KIDinaKORNER.
- Portada: Beeple.
- Diseño y disposición: Dina Hovsepian
- Fotografía: Eric Ryan Davidson

## Listas de Popularidad
| Lista (2018)                            | Mejor posición |
| --------------------------------------- | -------------- |
| Australia (ARIA)                        | 4              |
| Austria (Ö3 Austria)                    | 2              |
| Bélgica (Ultratop Flandes)              | 6              |
| Bélgica (Ultratop Valonia)              | 7              |
| Canadá (Billboard Canadian Albums)      | 1              |
| República Checa (ČNS IFPI)              | 2              |
| Dinamarca (Hitlisten)                   | 6              |
| Países Bajos (Album Top 100)            | 3              |
| Estonian Albums (IFPI)                  | 2              |
| Finlandia (Suomen virallinen lista)     | 4              |
| French Albums (SNEP)                    | 5              |
| Hungría (MAHASZ)                        | 10             |
| Irlanda (IRMA)                          | 11             |
| Italia (FIMI)                           | 5              |
| Mexican Albums (AMPROFON)               | 4              |
| Nueva Zelanda (Recorded Music NZ)       | 3              |
| Noruega (VG-lista)                      | 2              |
| Polonia (ZPAV)                          | 7              |
| Portugal (AFP)                          | 3              |
| Slovak Albums (IFPI)                    | 1              |
| Spanish Albums (PROMUSICAE)             | 6              |
| Suecia (Sverigetopplistan)              | 2              |
| Suiza (Schweizer Hitparade)             | 2              |
| Reino Unido (UK Albums Chart)           | 9              |
| US Billboard 200                        | 2              |
| Estados Unidos (Top Alternative Albums) | 1              |
| Estados Unidos (Top Rock Albums)        | 1              |

| Lista (2018)                       | Posición |
| ---------------------------------- | -------- |
| Austrian Albums (Ö3 Austria)       | 57       |
| Belgian Albums (Ultratop Flanders) | 108      |
| Belgian Albums (Ultratop Wallonia) | 97       |
| Dutch Albums (MegaCharts)          | 64       |
| German Albums (Offizielle Top 100) | 86       |
| Italian Albums (FIMI)              | 80       |
| Mexican Albums (AMPROFON)          | 67       |
| Swiss Albums (Schweizer Hitparade) | 33       |

## Certificaciones
| Territorio     | Organismo certificador | Certificación | Ventas certificadas | Simbolización | Ref.         |              |              |              |
| Norteamérica   | Norteamérica           | Norteamérica  | Norteamérica        | Norteamérica  | Norteamérica | Norteamérica | Norteamérica | Norteamérica |
| -------------- | ---------------------- | ------------- | ------------------- | ------------- | ------------ | ------------ | ------------ | ------------ |
| Estados Unidos | RIAA                   | Platino       | 1 000               |               | [ 84 ]       |              |              |              |
| Europa         |                        |               |                     |               |              |              |              |              |
| Francia        | SNEP                   | Oro           | 50 000              |               | [ 85 ]       |              |              |              |
| Italia         | FIMI                   | Oro           | 25 000              |               | [ 86 ]       |              |              |              |